# 342
Năm 342 là một năm trong lịch Julius.